# ГЕС Рангіпо
ГЕС Рангіпо – гідроелектростанція у центральній частині Північного острова Нової Зеландії. Знаходячись перед ГЕС Токаану, становить верхній ступінь гідровузла Тонгаріро, в межах якого використовує деривацію ресурсу зі сточища річок Whangaehu та Рангітікеї, які впадають до затоки South Taranaki Bight (Тасманове море) на південно-західному узбережжі острова. 
Внутрішні райони Північного острова займає вулканічне плато, у центрі якого підноситься вулкан Руапеху, а до того зі сходу підходить гірський хребет Кайманава. Whangaehu та її численні праві притоки стікають з південно-східного схилу вулкану, тоді як серед потоків, що дренують південний схил Кайманави,  знаходиться Moawhango (права притока зазначеної вище Рангітікеї). Саме у сточищах цих двох річок і відбувається збір ресурсу для роботи станції Рангіпо.  
Найвіддаленіший пункт дериваційної системи знаходиться на правій притоці Whangaehu річці Wahianoa, від якої на схід прямує прокладений у траншеї водовід довжиною 8,4 км. Він пов’язаний зі ще 21 водозабором на струмках правобережжя Whangaehu і на завершальному етапі проходить під її руслом. При цьому з самої Whangaehu ресурс вирішили не використовувати, оскільки річка бере початок у кратерному озері вулкану Руапеху та внаслідок цього має несприятливий, природно-кислотний хімічний склад. Водовід переходить у короткий тунель, який перетинає водорозділ між сточищами Whangaehu та Рангітікеї і досягає струмка Mangaio, що є правою притокою згаданої вище Moawhango. З 2007 року ресурс проходить через малу ГЕС Mangaio (1,8 МВт).
Mangaio має устя на ділянці водосховища Moawhango, створеного бетонною арково-гравітаційною греблею висотою 64 метри, яка утримує резервуар з площею поверхні 4,4 км2 та об’ємом 113 млн м3, де завдяки припустимому коливанню рівня поверхні в операційному режимі між позначками 837 та 852 метри НРМ забезпечується корисний об’єм 69 млн м3.
Зі сховища ресурс перекидають на північ по тунелю довжиною 19,2 км, який проходить під хребтом Кайманава та завершується у річці Тонгаріро, котра тече на північ до розташованого у кальдері однойменного вулкану озера Таупо (дренується річкою Ваїкато, що впадає до Тасманового моря на північно-західному узбережжі острова). На протилежному березі від виходу південного тунелю у Тонгаріро відкривається портал аналогічної, але значно меншої споруди, котра подає ресурс із розташованого за 1 км водозабору на Waihohonu, лівій притоці Тонгаріро. А за чверть кілометра нижче по течії Тонгаріро перекриває бетонна гравітаційна гребля Рангіпо висотою 29 метрів, яка спрямовує ресурс у прокладений через правобережний гірський масив підвідний тунель, котрий прямує до розташованого за 8 км підземного машинного залу.
Основне обладнання станції становлять дві турбіни типу Френсіс потужністю по 60 МВт, які при напорі у 244 (за іншими даними – 210) метрів забезпечують виробництво 631 млн кВт-год електроенергії на рік.
Відпрацьована вода транспортується по відвідному тунелю довжиною 3 км, який завершується перед черговою водозабірною греблею, котра спрямовує ресурс в систему ГЕС Токаану.
Видача продукції відбувається по ЛЕП, розрахованій на роботу під напругою 220 кВ.
У вересні 1995 року відбулось виверження вулкану Руапеху, віддаленого всього на два десятки кілометрів від греблі на Тонгаріро. Викинутий при цьому попел потрапив у водозабір станції та призвів до сильної ерозії деталей турбін та допоміжного обладнання. Як наслідок, за рік довелось закрити ГЕС для відновлювального ремонту.
Можливо також відзначити, що станція отримала свою назву від пустельної місцевості Рангіпо, розташованої у західному завершенні хребта Кайманава.